# Concurso de Marchinhas Mestre Jonas
O Concurso de Marchinhas Mestre Jonas é uma competição de marchinhas de carnaval realizada anualmente em Belo Horizonte pela Cria Cultura. O nome é uma homenagem ao compositor e sambista mineiro Jonas Henrique de Jesus Moreira, falecido em 2011.

## Campeãs
- 2019 - "É Carnaval em BH" de Jhê Delacroix e Helbeth Trotta[2]
- 2018 - "Esperando o metrô" de João Batera e Dimas Lamounier[3]
- 2017 -  "O baile do cidadão de bem" de Helbeth Trotta e Jhê Delacroix[4]
- 2016 - "Não enche o saco do Chico" de Marcos Frederico e Vitor Velloso[5]
- 2015 - "Rejeitados de Guarapari" de Flávio Boca, Rae Medrado e Sergio Duá [6]
- 2014 - "Baile do Pó Royal" de Alfredo Jackson, Joilson Cachaça e Thiago Dibeto[7]
- 2013 - "Imagina na Copa" de  Daniel Iglesias, Matheus Rocha e Guto Borges[8]
- 2012 - "Na Coxinha da Madrasta" de Flávio Henrique Alves[9]